# Eucamaragnathus
Eucamaragnathus is een geslacht van kevers uit de familie van de loopkevers (Carabidae). De wetenschappelijke naam van het geslacht is voor het eerst geldig gepubliceerd in 1938 door Jeannel.

## Soorten
Het geslacht Eucamaragnathus omvat de volgende soorten:
- Eucamaragnathus amapa Erwin & Stork, 1985
- Eucamaragnathus angulicollis (Jeannel, 1938)
- Eucamaragnathus aterrimus (Jeannel, 1938)
- Eucamaragnathus batesii (Chaudoir, 1861)
- Eucamaragnathus bocandei (Alluaud, 1914)
- Eucamaragnathus borneensis Erwin & Stork, 1985
- Eucamaragnathus brasiliensis (Negre, 1966)
- Eucamaragnathus castelnaui (Bocande, 1849)
- Eucamaragnathus desenderi Assmann, Drees, Matern & Schuldt, 2011
- Eucamaragnathus fissipennis (Ancey, 1882)
- Eucamaragnathus jaws Erwin & Stork, 1985
- Eucamaragnathus oxygonus (Chaudoir, 1861)
- Eucamaragnathus spiniger (Andrewes, 1947)
- Eucamaragnathus suberbiei (Alluaud, 1914)
- Eucamaragnathus sumatrensis (Oberthur, 1883)